# Kabinett Kurti II
Das Kabinett Kurti II bildet seit dem 22. März 2021 die Regierung des Kosovo.

## Kabinettsmitglieder
| Amt                                                                                          | Bild | Name                                                                        | Partei          |
| -------------------------------------------------------------------------------------------- | ---- | --------------------------------------------------------------------------- | --------------- |
| Premierminister                                                                              |      | Albin Kurti                                                                 | Vetëvendosje!   |
| Erster stellvertretender Premierminister für europäische Integration, Entwicklung und Dialog |      | Besnik Bislimi                                                              | Vetëvendosje!   |
| Zweite stellvertretende Premierministerin Außenministerin                                    |      | Donika Gërvalla-Schwarz                                                     | Guxo            |
| Dritte stellvertretende Premierministerin für Minderheitenfragen und Menschenrechte          |      | Emilija Redžepi                                                             | NDS             |
| Minister für Land- und Forstwirtschaft und ländliche Entwicklung                             |      | Faton Peci                                                                  | Guxo            |
| Minister für Gemeinschaften und Rückkehr                                                     |      | Goran Rakić (bis 1. Dezember 2022)                                          | Serbische Liste |
| Minister für Gemeinschaften und Rückkehr                                                     |      | Nenad Rašić (seit 1. Dezember 2022)                                         | PDS             |
| Minister für Kultur, Jugend und Sport                                                        |      | Hajrulla Çeku                                                               | Vetëvendosje!   |
| Verteidigungsminister                                                                        |      | Armend Mehaj (bis 8. August 2023)                                           | Vetëvendosje!   |
| Verteidigungsminister                                                                        |      | Ejup Maqedonci (seit 9. August 2023)                                        | Parteilos       |
| Wirtschaftsministerin                                                                        |      | Artane Rizvanolli                                                           | Parteilos       |
| Ministerin für Bildung, Wissenschaft, Technologie und Innovation                             |      | Arbërie Nagavci                                                             | Vetëvendosje!   |
| Minister für Umwelt, Raumplanung und Infrastruktur                                           |      | Liburn Aliu                                                                 | Vetëvendosje!   |
| Minister für Finanzen, Arbeit und Transfers                                                  |      | Hekuran Murati                                                              | Vetëvendosje!   |
| Gesundheitsminister/in                                                                       |      | Arben Vitia (bis 1. Oktober 2021)                                           | Vetëvendosje!   |
| Gesundheitsminister/in                                                                       |      | Dafina Gexha-Bunjaku (1. Oktober 2021 bis 16. November 2021, kommissarisch) | Vetëvendosje!   |
| Gesundheitsminister/in                                                                       |      | Rifat Latifi (16. November 2021 bis 6. Oktober 2022)                        | Parteilos       |
| Gesundheitsminister/in                                                                       |      | Dafina Gexha-Bunjaku (7. Oktober 2022 bis 26. Dezember 2022, kommissarisch) | Vetëvendosje!   |
| Gesundheitsminister/in                                                                       |      | Arben Vitia (seit 26. Dezember 2022)                                        | Vetëvendosje!   |
| Ministerin für Industrie, Unternehmertum und Handel                                          |      | Rozeta Hajdari                                                              | Vetëvendosje!   |
| Minister für Innere Angelegenheiten und öffentliche Verwaltung                               |      | Xhelal Sveçla                                                               | Vetëvendosje!   |
| Justizministerin                                                                             |      | Albulena Haxhiu                                                             | Vetëvendosje!   |
| Minister für lokale Verwaltung                                                               |      | Elbert Krasniqi                                                             | IRDK            |
| Minister für regionale Entwicklung                                                           |      | Fikrim Damka                                                                | KDTP            |